# Saison 2011 de l'équipe cycliste Omega Pharma-Lotto
La saison 2011 de l'équipe cycliste Omega Pharma-Lotto est la septième de l'équipe. Elle débute en janvier sur le Tour Down Under et se termine en octobre sur le Tour de Lombardie.
En tant qu'équipe World Tour, elle participe au calendrier de l'UCI World Tour. L'équipe termine à la première place de l'UCI World Tour avec 1101 points, Philippe Gilbert remportant le classement individuel avec 718 points.
Le sponsor Omega Pharma quittant l'équipe pour fusionner avec Quick Step formant alors l'ensemble Omega Pharma-Quick Step, l'équipe cesse d'exister. Lotto, co-sponsor de l'équipe, créé de son côté une nouvelle formation, Lotto-Ridley, qui devient rapidement Lotto-Belisol.

## Préparation de la saison 2011

### Sponsors et financement de l'équipe
Le budget de l'équipe Omega Pharma-Lotto pour l'année 2011 est de 10 millions d'euros. Ses deux principaux sponsors, la société pharmaceutique Omega Pharma et la loterie nationale belge Lotto, sont engagés jusqu'en 2014 ou 2015,. Omega Pharma, sponsor principal de l'équipe sous des noms différents depuis 2005, a été cosponsor de l'équipe Quick Step-Davitamon en 2003 et 2004 et s'en est séparée pour s'associer à Lotto à partir de 2005. Lotto s'implique dans le sponsoring d'équipes cyclistes depuis 1984, en tant que sponsor principal entre 1985 et 2004 puis comme co-sponsor depuis 2005. Les contrats des coureurs sont attachés à la Belgian Cycling Company, une société appartenant à Omega Pharma,,.
Au niveau du matériel, les vélos de course sont fournis par la marque allemande Canyon depuis 2009, la marque italienne Campagnolo est de son côté l'équipementier de l'équipe belge.

### Arrivées et départs
À l'intersaison, quinze coureurs rejoignent l'équipe Omega Pharma-Lotto. André Greipel arrive avec Gert Dockx, Adam Hansen, Vicente Reynés et Marcel Sieberg de la formation HTC-Columbia. En provenance d'autres équipes belges, Klaas Lodewyck et Maarten Neyens sont issus de Topsport Vlaanderen-Mercator, David Boucher de Landbouwkrediet, Bart De Clercq de la réserve Davo-Lotto, Jurgen Van de Walle de Quick Step et Sven Vandousselaere de Jong Vlaanderen-Bauknecht. Óscar Pujol arrive de Cervélo Test, Jussi Veikkanen de FDJ et Frederik Willems de Liquigas-Doimo. Enfin, Jens Debusschere, issu de l'équipe PWS Eijssen, signe un contrat Omega Pharma-Lotto pour 2011 en juin 2010 puis est stagiaire dans la formation belge en fin de saison 2010,.
Du côté des départs, Michiel Elijzen arrête sa carrière professionnelle et devient dans la foulée directeur sportif de l'équipe Omega Pharma-Lotto. Deux autres coureurs, Christophe Brandt et Glenn D'Hollander, terminent également leur carrière de coureur cycliste. Brandt devient directeur technique adjoint pour la Fédération cycliste Wallonie-Bruxelles et le Centre de formation du cyclisme francophone. Glenn D'Hollander s'engage comme directeur sportif de l'équipe féminine Topsport Vlaanderen-Ridley 2012.
Mickaël Delage, après deux saisons dans l'équipe, retourne dans l'équipe FDJ. Leif Hoste et Daniel Moreno s'engagent de leur côté dans l'équipe Katusha. Jonas Ljungblad signe dans l'équipe Differdange-Magic-SportFood.de, Jean-Christophe Péraud dans l'équipe AG2R La Mondiale. Les Belges Staf Scheirlinckx, Tom Stubbe et Greg Van Avermaet partent respectivement dans les équipes Verandas Willems-Accent, Donckers Koffie-Jelly Belly, et BMC Racing,,. Enfin, Charles Wegelius est recruté par l'équipe UnitedHealthcare.
Non retenus en fin d'année 2010, Jurgen Van Goolen rejoint en janvier 2011 Verandas Willems-Accent, Wilfried Cretskens s'engage en avril 2011 avec Donckers Koffie-Jelly Belly et Gerben Löwik, qui n'a pas trouvé d'équipe, annonce de son côté la fin de sa carrière en juin 2011.

### Objectifs
L'équipe Omega Pharma-Lotto fait partie des quatre équipes qui reçoivent en novembre 2010 une licence Pro, ce qui lui donne obligation de participer à l'ensemble des courses de l'UCI World Tour. Pour cette saison, l'effectif s'articule autour de trois chefs de file, Philippe Gilbert, André Greipel et Jurgen Van den Broeck,,,.
Comptant 11 victoires en 2010, Omega Pharma-Lotto ambitionne de remporter plus de courses en 2011,. Elle compte pour cela sur l'arrivée du sprinteur allemand André Greipel, coureur ayant le plus gagné en 2010. Pour le mettre dans les meilleures conditions possibles, plusieurs coureurs sont présents pour lui constituer un « train » en préparation des sprints. Parmi ces coureurs, quatre sont des anciens coéquipiers de HTC-Columbia,. Adam Blythe et Kenny Dehaes peuvent également s'imposer dans des arrivées groupées,.
Vainqueur en 2010 de l'Amstel Gold Race et du Tour de Lombardie, Philippe Gilbert est attendu sur les classiques, tout particulièrement le Tour des Flandres et Liège-Bastogne-Liège,. Jurgen Van den Broeck, quatrième du Tour de France 2010,, est également attendu sur la Grande Boucle en 2011 et peut envisager de figurer sur le podium,.
Marc Coucke, propriétaire d'Omega Pharma, considère que la saison de l'équipe serait « sauvée » rien qu'avec un podium sur le Tour de France. Il rêve de voir son équipe remporter le Tour des Flandres, ce qui serait pour lui une première.

## Coureurs et encadrement technique

### Effectif
L'effectif de l'équipe Omega Pharma-Lotto pendant la saison 2011 est composé de 27 coureurs représentant sept nationalités différentes. Figurent en effet dans l'effectif dix-sept Belges, trois Allemands, deux Australiens, deux Espagnols, un Britannique, un Finlandais et un Français. En cours de saison, un stagiaire belge, Tosh Van der Sande, rejoint l'équipe avec en perspective un passage en professionnel pour la saison suivante.
| Cycliste              | Date de naissance | Nationalité | Équipe 2010                  |
| --------------------- | ----------------- | ----------- | ---------------------------- |
| Mario Aerts           | 31 décembre 1974  | Belgique    | Omega Pharma-Lotto           |
| Jan Bakelants         | 14 février 1986   | Belgique    | Omega Pharma-Lotto           |
| Adam Blythe           | 1er octobre 1989  | Royaume-Uni | Omega Pharma-Lotto           |
| David Boucher         | 17 mars 1980      | France      | Landbouwkrediet              |
| Bart De Clercq        | 26 août 1986      | Belgique    | Davo-Lotto                   |
| Francis De Greef      | 2 février 1985    | Belgique    | Omega Pharma-Lotto           |
| Kenny Dehaes          | 10 novembre 1984  | Belgique    | Omega Pharma-Lotto           |
| Jens Debusschere      | 20 août 1989      | Belgique    | PWS Eijssen                  |
| Gert Dockx            | 4 juillet 1988    | Belgique    | HTC-Columbia                 |
| Philippe Gilbert      | 5 juillet 1982    | Belgique    | Omega Pharma-Lotto           |
| André Greipel         | 16 juillet 1982   | Allemagne   | HTC-Columbia                 |
| Adam Hansen           | 11 mai 1981       | Australie   | HTC-Columbia                 |
| Olivier Kaisen        | 30 avril 1983     | Belgique    | Omega Pharma-Lotto           |
| Sebastian Lang        | 15 septembre 1979 | Allemagne   | Omega Pharma-Lotto           |
| Matthew Lloyd         | 24 mai 1983       | Australie   | Omega Pharma-Lotto           |
| Klaas Lodewyck        | 24 mars 1988      | Belgique    | Topsport Vlaanderen-Mercator |
| Maarten Neyens        | 1er mars 1985     | Belgique    | Topsport Vlaanderen-Mercator |
| Óscar Pujol           | 16 octobre 1983   | Espagne     | Cervélo Test                 |
| Vicente Reynés        | 30 juillet 1981   | Espagne     | HTC-Columbia                 |
| Jürgen Roelandts      | 2 juillet 1985    | Belgique    | Omega Pharma-Lotto           |
| Marcel Sieberg        | 30 avril 1982     | Allemagne   | HTC-Columbia                 |
| Jurgen Van de Walle   | 9 février 1977    | Belgique    | Quick Step                   |
| Sven Vandousselaere   | 29 août 1988      | Belgique    | Jong Vlaanderen-Bauknecht    |
| Jelle Vanendert       | 19 février 1985   | Belgique    | Omega Pharma-Lotto           |
| Jurgen Van den Broeck | 1er février 1983  | Belgique    | Omega Pharma-Lotto           |
| Jussi Veikkanen       | 29 mars 1981      | Finlande    | FDJ                          |
| Frederik Willems      | 8 septembre 1979  | Belgique    | Liquigas-Doimo               |
| Stagiaire             | Date de naissance | Nationalité | Équipe 2011                  |
| Tosh Van der Sande    | 28 novembre 1990  | Belgique    | Omega Pharma-Lotto Davo      |

### Encadrement
Geert Coeman est directeur général de l'équipe. Marc Sergeant est à la tête du secteur sportif et compte comme directeurs sportifs Herman Frison, Michiel Elijzen, Marc Wauters, Dirk De Wolf et Jean-Pierre Heynderickx, ainsi que Roberto Damiani, qui quitte toutefois l'équipe en cours de saison.
Marc Sergeant et Herman Frison sont présents dans l'encadrement technique de la formation belge depuis sa création en 2005, Dirk De Wolf et Marc Wauters depuis 2009. Michiel Elijzen devient directeur sportif d'Omega Pharma-Lotto au début de la saison 2011 à la suite de sa carrière de coureur professionnel qui s'est achevée en 2010 dans l'équipe. Jean-Pierre Heynderickx, issu de Topsport Vlaanderen-Mercator, arrive également dans l'équipe en début d'année en remplacement d'Hendrik Redant, parti dans le projet Pegasus Sports qui ne se concrétise pas.
Roberto Damiani est membre de l'équipe depuis 2007, tout particulièrement responsable de Cadel Evans. Damiani est contacté en fin de saison par l'équipe Lampre-ISD et envisage de partir en Italie après Milan-San Remo 2011. Effectivement membre de l'encadrement de l'équipe belge en début de saison, il quitte à la fin du mois d'avril Omega Pharma-Lotto pour rejoindre dans la foulée Lampre-ISD en tant que manager sportif,.

## Bilan de la saison
Gagnante à onze reprises sur route en 2010, l'équipe Omega Pharma-Lotto est beaucoup plus prolifique en 2011 avec vingt-neuf succès. Philippe Gilbert, le coureur qui a remporté le plus de victoires avec 18 succès, est le coureur ayant le plus gagné durant l'année toutes équipes confondues,,. Les coureurs victorieux dans l'équipe sont Gilbert 18 fois, André Greipel 8 fois,, ainsi que Bart De Clercq, Jelle Vanendert Jurgen Van den Broeck une fois chacun.
Philippe Gilbert réussit en 2011 la meilleure saison de sa carrière. Sur ses dix-huit succès, les principaux sont les victoires sur les trois classiques ardennaises World Tour que sont l'Amstel Gold Race, la Flèche wallonne et Liège-Bastogne-Liège,. Il remporte également sur le World Tour la Classique de Saint-Sébastien et le Grand Prix cycliste de Québec. L'ensemble de ces résultats permet à Gilbert de remporter le classement individuel de l'UCI World Tour avec 718 points, devançant ainsi le vainqueur du Tour de France Cadel Evans et ses 584 points,. Omega Pharma-Lotto profite de la saison de Gilbert pour remporter le classement par équipes,,.
André Greipel obtient huit victoires dans la saison dont une étape du Tour de France, ce qui est quantitativement moins bon que ses résultats durant les trois saisons précédentes où il avait eu au minimum 15 victoires. Le Tour de France est également réussi par l'équipe cette saison,. Bien qu'une chute ait provoqué l'abandon de son chef de file Van den Broeck, l'équipe remporte trois étapes grâce à Gilbert, Greipel et Vanendert,. Gilbert a également porté le maillot jaune grâce à sa victoire d'étape et Vanendert le maillot à pois de meilleur grimpeur jusqu'à la dix-neuvième étape.

### Victoires
| Date       | Course                                      | Pays     | Classe | Vainqueur             |
| ---------- | ------------------------------------------- | -------- | ------ | --------------------- |
| 16/02/2011 | 1re étape du Tour de l'Algarve              | Portugal | 2.1    | Philippe Gilbert      |
| 19/02/2011 | 4e étape du Tour de l'Algarve               | Portugal | 2.1    | André Greipel         |
| 05/03/2011 | Monte Paschi Strade Bianche                 | Italie   | 1.1    | Philippe Gilbert      |
| 13/03/2011 | 5e étape de Tirreno-Adriatico               | Italie   | WT     | Philippe Gilbert      |
| 29/03/2011 | 1re étape des Trois Jours de La Panne       | Belgique | 2.HC   | André Greipel         |
| 13/04/2011 | Flèche brabançonne                          | Belgique | 1.HC   | Philippe Gilbert      |
| 17/04/2011 | Amstel Gold Race                            | Pays-Bas | WT     | Philippe Gilbert      |
| 20/04/2011 | Flèche wallonne                             | Belgique | WT     | Philippe Gilbert      |
| 24/04/2011 | Liège-Bastogne-Liège                        | Belgique | WT     | Philippe Gilbert      |
| 29/04/2011 | 6e étape du Tour de Turquie                 | Turquie  | 2.HC   | André Greipel         |
| 13/05/2011 | 7e étape du Tour d'Italie                   | Italie   | WT     | Bart De Clercq        |
| 26/05/2011 | 1re étape du Tour de Belgique               | Belgique | 2.HC   | André Greipel         |
| 28/05/2011 | 3e étape du Tour de Belgique                | Belgique | 2.HC   | Philippe Gilbert      |
| 29/05/2011 | 4e étape du Tour de Belgique                | Belgique | 2.HC   | André Greipel         |
| 29/05/2011 | Classement général du Tour de Belgique      | Belgique | 2.HC   | Philippe Gilbert      |
| 06/06/2011 | 1re étape du Critérium du Dauphiné          | France   | WT     | Jurgen Van den Broeck |
| 18/06/2011 | 4e étape du Ster ZLM Toer                   | Pays-Bas | 2.1    | Philippe Gilbert      |
| 18/06/2011 | Classement général du Ster ZLM Toer         | Pays-Bas | 2.1    | Philippe Gilbert      |
| 26/06/2011 | Championnat de Belgique sur route           | Belgique | CN     | Philippe Gilbert      |
| 02/07/2011 | 1re étape du Tour de France                 | France   | WT     | Philippe Gilbert      |
| 12/07/2011 | 10e étape du Tour de France                 | France   | WT     | André Greipel         |
| 16/07/2011 | 14e étape du Tour de France                 | France   | WT     | Jelle Vanendert       |
| 30/07/2011 | Classique de Saint-Sébastien                | Espagne  | WT     | Philippe Gilbert      |
| 09/08/2011 | 1re étape de l'Eneco Tour                   | Pays-Bas | WT     | André Greipel         |
| 10/08/2011 | 2e étape de l'Eneco Tour                    | Belgique | WT     | André Greipel         |
| 11/08/2011 | 3e étape de l'Eneco Tour                    | Belgique | WT     | Philippe Gilbert      |
| 15/08/2011 | Championnat de Belgique du contre-la-montre | Belgique | CN     | Philippe Gilbert      |
| 09/09/2011 | Grand Prix cycliste de Québec               | Canada   | WT     | Philippe Gilbert      |
| 14/09/2011 | Grand Prix de Wallonie                      | Belgique | 1.1    | Philippe Gilbert      |

### Résultats sur les courses majeures
Les tableaux suivants représentent les résultats de l'équipe dans les principales courses du calendrier international (les cinq classiques majeures et les trois grands tours). Pour chaque épreuve est indiqué le meilleur coureur de l'équipe, son classement ainsi que les accessits glanés par Omega Pharma-Lotto sur les courses de trois semaines.

#### Classiques
| Classique            | Milan-San Remo        | Tour des Flandres     | Paris-Roubaix          | Liège-Bastogne-Liège   | Tour de Lombardie     |
| -------------------- | --------------------- | --------------------- | ---------------------- | ---------------------- | --------------------- |
| Coureur (classement) | Philippe Gilbert (3e) | Philippe Gilbert (9e) | Jürgen Roelandts (14e) | Philippe Gilbert (1er) | Philippe Gilbert (8e) |

#### Grands tours
| Grand tour           | Tour d'Italie                                                                                | Tour de France                                                            | Tour d'Espagne             |
| -------------------- | -------------------------------------------------------------------------------------------- | ------------------------------------------------------------------------- | -------------------------- |
| Coureur (classement) | Jan Bakelants (23e)                                                                          | Jelle Vanendert (19e)                                                     | Jurgen Van den Broeck (8e) |
| Accessits            | 1 victoire d'étape (Bart De Clercq) et classement des sprints intermédiaires (Jan Bakelants) | 3 victoires d'étapes (Philippe Gilbert, André Greipel et Jelle Vanendert) | -                          |

### Classement UCI
L'équipe Omega Pharma-Lotto termine à la quinzième place du World Tour avec 1 101 points. Ce total est obtenu par l'addition des points des cinq meilleurs coureurs de l'équipe au classement individuel que sont Philippe Gilbert, 1er avec 718 points, André Greipel, 32e avec 132 points, Jurgen Van den Broeck, 35e avec 125 points, Jürgen Roelandts, 72e avec 66 points, et Jelle Vanendert, 77e avec 60 points,.
| Rang | Coureur               | Points |
| ---- | --------------------- | ------ |
| 1    | Philippe Gilbert      | 718    |
| 32   | André Greipel         | 132    |
| 35   | Jurgen Van den Broeck | 125    |
| 72   | Jürgen Roelandts      | 66     |
| 77   | Jelle Vanendert       | 60     |
| 88   | Olivier Kaisen        | 50     |
| 135  | Bart De Clercq        | 16     |
| 151  | Vicente Reynés        | 10     |
| 188  | Jan Bakelants         | 3      |
| 207  | Kenny Dehaes          | 2      |
| 210  | Marcel Sieberg        | 1      |
| 230  | Adam Blythe           | 1      |

## Fin de l'équipe

### Division en Omega Pharma-Quick Step et Lotto-Belisol
Malgré une saison sportive caractérisée par de nombreuses victoires, des tensions remontant à plusieurs saisons apparaissent dès le début de l'année entre les deux sponsors Omega Pharma et Lotto, Lotto voulant une équipe à forte tonalité belge et Omega Pharma ayant une vision plus internationale de son équipe,,. Ces tensions aboutissent à ce que le 30 avril 2011, Lotto réalise un communiqué indiquant la séparation des deux sponsors à l'issue de la saison, Lotto annonçant poursuivre son engagement dans le cyclisme jusque 2015. Dès lors des rumeurs font état d'un rapprochement entre Omega Pharma et la formation Quick Step est évoqué. Propriétaire de l'équipe via une filiale, Omega Pharma annonce alors vouloir conserver dans sa future équipe ses chefs de file belges Philippe Gilbert et Jurgen Van den Broeck.
Lotto concrétise son nouveau projet en novembre 2011. Alliée dès lors à Belisol, la nouvelle formation 
Lotto-Belisol compte dans ses rangs une majorité de coureurs issus d'Omega Pharma-Lotto, avec comme chefs de file André Greipel, Jürgen Roelandts, Jelle Vanendert et Jurgen Van den Broeck,. De son côté Omega Pharma s'allie à Quick Step pour 2012 pour former l'équipe Omega Pharma-Quick Step.

### Répartition des coureurs
| Coureur               | Équipe 2012                  |
| --------------------- | ---------------------------- |
| Mario Aerts           | Retraite                     |
| Jan Bakelants         | RadioShack-Nissan            |
| Adam Blythe           | BMC Racing                   |
| David Boucher         | FDJ-BigMat                   |
| Bart De Clercq        | Lotto-Belisol                |
| Francis De Greef      | Lotto-Belisol                |
| Kenny Dehaes          | Lotto-Belisol                |
| Jens Debusschere      | Lotto-Belisol                |
| Gert Dockx            | Lotto-Belisol                |
| Philippe Gilbert      | BMC Racing                   |
| André Greipel         | Lotto-Belisol                |
| Adam Hansen           | Lotto-Belisol                |
| Olivier Kaisen        | Lotto-Belisol                |
| Sebastian Lang        | Retraite                     |
| Matthew Lloyd         | Lampre-ISD                   |
| Klaas Lodewyck        | BMC Racing                   |
| Maarten Neyens        | Lotto-Belisol                |
| Óscar Pujol           | Azad University Cross        |
| Vicente Reynés        | Lotto-Belisol                |
| Jürgen Roelandts      | Lotto-Belisol                |
| Marcel Sieberg        | Lotto-Belisol                |
| Jurgen Van de Walle   | Lotto-Belisol                |
| Sven Vandousselaere   | Topsport Vlaanderen-Mercator |
| Jelle Vanendert       | Lotto-Belisol                |
| Jurgen Van den Broeck | Lotto-Belisol                |
| Jussi Veikkanen       | FDJ-BigMat                   |
| Frederik Willems      | Lotto-Belisol                |
| Tosh Van der Sande    | Lotto-Belisol                |